# ميكائيل أوستبيرغ
ميكائيل أوستبيرغ (بالسويدية: Mikael Östberg)‏ هو متزحلق سويدي، ولد في 21 مايو 1977 في بلدية سولنتونا في السويد.

## وصلات خارجية
- ميكائيل أوستبيرغ على موقع الاتحاد الدولي للتزلج (التزلج الريفي) (الإنجليزية)
- ميكائيل أوستبيرغ على موقع أوليمبيديا (الإنجليزية)
- ميكائيل أوستبيرغ على موقع اللجنة الأولمبية السويدية (السويدية)